# Emblema di León

L'emblema di León

L'effigie del leone come simbolo della città di León e della sua provincia appare documentata per la prima volta nelle monete coniate da Alfonso VII, el Emperador (1126-1157). Fino a quel momento, il simbolo preponderante utilizzato dai re leonesi nei loro documenti e nelle loro monete era la croce, ma a partire da quel momento questo diventerà sempre più spesso sostituito dal leone. Alla fine del regno di Alfonso VII, questo animale comincerà anche ad apparire nei documenti regi come segno personale del monarca e verrà mantenuto durante i regni di Ferdinando II di León (1157-1188) e Alfonso IX (1188-1230).
Il primo riferimento scritto del leone come simbolo personale del re e, quindi, del regno, è possibile rintracciarlo nella Chronica Adefonsi Imperatoris, coetanea di Alfonso VII. In essa, descrivendo gli eserciti che partecipano alla presa di Almería, si dice letteralmente:
(Chronica Adefonsi Imperatoris)

## Il primo simbolo araldico d'Europa

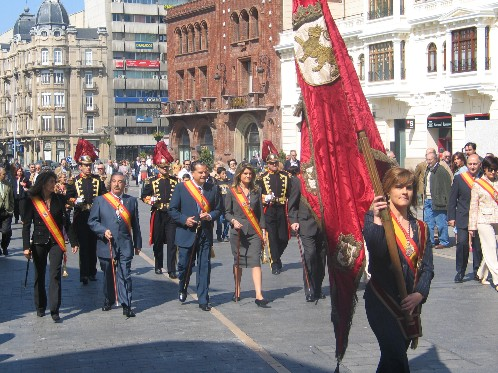
Lo stendardo Reale di León precede i rappresentanti del comune cittadino

Il leone è il più antico dei simboli di regno europeo ancora esistenti, ed è anteriore al castello del Regno di Castiglia, ai tre leoni (con forme di leopardi) danesi (1190) e ai fiori di giglio francesi. Se l'imperatore ebbe a collocarlo sui suoi stendardi e le sue armi (scudo, sopravveste), ciò era dovuto al fatto che León aveva la supremazia nel regno. Quando in altre parti della Chronica si allude all'innalzamento dei vessilli regi nelle località strappate ai nemici, ci si riferiva a bandiere in cui campeggiava il leone. Esiste dissenso sul fatto che questo animale simboleggiasse il re oppure il regno: nel primo caso sarebbe servito a rappresentare la forza del sovrano, anche se sembra acclarata l'identificazione fra le parole latine legio e leo come motivo dell'adozione del felino come immagine della città e del regno. A favore di questa seconda ipotesi sta il fatto che nella Chronica l'autore rima i genitivi legionis e leonis. La parola legio sarebbe motivata dal fatto che in quell'area era acquartierata in epoca romana la Legio Septima Gemina.

## La bandiera medievale del Regno di León
Essenzialmente consisteva in un leone di colore porpora che occupava la maggior parte del campo della bandiera. Il fondo era di colore bianco, o grigio chiaro (argento). Sotto questa bandiera combatterono gli eserciti galiziani, asturiani, di León, dell'Estremadura e perfino castigliani nel periodo di Alfonso VII. Con la divisione del regno che determinò questo re, León conservò questo simbolo, ma la Castiglia dovette crearne uno nuovo. Sembra che all'inizio i castigliani utilizzassero una semplice croce, ma, dopo la battaglia di Las Navas de Tolosa (1212), Eleonora d'Inghilterra (moglie di Alfonso VIII di Castiglia) disegnò il castello dorato su campo rosso da cui prendeva il nome il regno (dal latino Castella, diventato poi Castilla). La scelta dei colori non fu casuale: Eleonora era abituata ai leoni d'oro su campo rosso che già figuravano sul blasone dei Plantageneti, anche se quelli di León si differenziavano per il diverso posizionamenti dei colori.

## Lo scudo attuale

Versione usata per la Città di León

Lo scudo di León è composto da un campo di argento ed una figura di leone rampante di porpora, armato e coronato d'oro.
Questo scudo appare decorato con una corona aperta d'oro (la forma dell'antica corona reale, usata fino al XVI secolo). Nello scudo della città di León, appare rappresentata una corona da marchese, mentre in quello della antica Città Reale appariva senza corona.
Al realizzarsi l'unione del Regno di León e di Castiglia con Ferdinando III di Castiglia (1230), si adottò una simbologia araldica comune. Si scelse come elemento araldico un castello dorato su un campo di guerra, coi leoni a formare uno scudo. L'uso della corona sulla testa del leone non appare documentato nel regno di Sancho IV (1284−1295). In numerose occasioni il campo dello scudo castellano è erroneamente rappresentato rosso o marrone.
Attualmente lo scudo di León è il simbolo della provincia e, accompagnato da adorni esteriori, della città di León.

La bandiera di León

## La bandiera attuale
L'origine della bandiera attuale è sconosciuta, ma probabilmente non è antica. Da un lato, il disegno della bandiera con il simbolo è posto all'interno di uno scudo e corrisponde ad un uso araldico tardo. D'altro lato, la prima descrizione di un pennone recante quest'immagine è stata trovata da Waldo Merino nell'atto del 18 febbraio del 1789 nel Libro de Acuerdos Municipales, dove si dice che l'emblema della città era di colore rosso, con sei edifici o piccoli scudi con leoni d'oro. Essendo usuale modificare lo stemma ad ogni proclamazione d'un nuovo re, il numero degli scudi variò in ogni occasione. Già dall'epoca di quello menzionato da Merino, o forse a partire da un'epoca posteriore, l'emblema è rimasto quello di uno scudo con un leone rampante nel centro, bordato con una tela di damasco di color rosso. Secondo Ricardo Chao, questo era il simbolo della città di León e, con il passare del tempo, con alcune lievi variazioni, esso è giunto a comparire in tutte le province e regioni.